# Список парадоксів
|  | Службовий список статей, створений для координації робіт з розвитку теми. Це попередження не встановлюється на інформаційні списки і глосарії. |

Це список парадоксів, згрупованих за темами.
Парадо́кс (від дав.-гр. παράδοξος — несподіваний, дивний) — твердження, яке, на перший погляд, суперечить саме собі, але може бути правильним. Слід розрізняти парадокс і апорію, яка є логічно правильною, але не може існувати в реальності. Деякі логічні парадокси використовуються для розвитку критичного мислення.
Існують не тільки логічні парадокси. Прикладом філософського парадокса є парадокс Тесея (який запитує, чи корабель, який лагодять і заміняють кожну його частину на нову, залишається тим самим кораблем). Відомі візуальні парадокси нідерландського художника Мауріца Ешера, на картинах якого зображені сходи, які піднімаються безкінечно, або стіни, які з інших точок зору є підлогами.

## Логічні
- Що Черепаха сказала Ахіллові. Відомий також як парадокс Льюїса Керрола, не плутати з однойменним фізичним парадоксом. Прийняття одного простого висновку передбачає прийняття нескінченного числа попередніх аргументів.
- Пастка-22: ситуація коли хтось потребує чогось, що може бути отримано тільки без потреби.
- Парадокс імплікації: несумісні посилання роблять аргумент правильним.
- Парадокс воронів (або ворони Хемпеля): існування червоного яблука збільшує ймовірність того, що всі ворони чорні.
- Доведення однобарвності всіх коней[en] методом математичної індукції.
- Парадокс раптової страти: якщо сказати засудженому до страти, що вона відбудеться в несподіваний для нього день цього тижня, то він логічно прийде до висновку, що вона не може відбутися в жоден з днів тижня, бо інакше не буде несподіваною.
- Парадокс сатанинської пляшки Стівенсона[en] описується схожою логікою. Біс із чарівної пляшки виконує бажання власників шляхом шкоди їм. При цьому кожен власник пляшки повинен продати її дешевше, ніж купив, інакше потрапить до пекла. Біс думає, що кожен неодмінно позбудеться пляшки, а тому спричинені виконанням бажань біди будуть нескінченні.
- Принцип вибуху: якщо протиставлені аргументи хибні, то будь-який висновок істинний.
- Парадокс п'яниці[en]: в будь-якому непорожньому закладі завжди існує людина, про яку можна сказати, що якщо вона п'є, то п'ють і всі інші відвідувачі.
- Парадокс лотереї[en]: цілком очікувано, що цей конкретний квиток не виграє, адже імовірність його виграшу дуже мала. Але не можна очікувати, що жоден квиток не виграє.

### Парадоксиавтореференції
Це добре відомий (і добре вивчений) клас протиріч, що виникають у висловлюваннях, які містять визначення чогось, що неявно посилається саме на себе.
- Парадокс голяра. Голяр голить всіх, хто не голиться сам. Чи голить він самого себе?
- Парадокс Беррі: фраза «найменше число, яке неможливо описати менш ніж десятьма словами» описує це число дев'ятьма словами.
- Парадокс Каррі: «Якщо це твердження правильне, то русалки існують».
- Парадокс крокодила: Крокодил вкрав дитину і обіцяв матері її віддати, якщо вона відповість правильно, чи віддасть крокодил їй дитину?
- Парадокс Епіменіда: крітянин каже: «Всі крітяни — брехуни».
- Парадокс брехуна: «Це твердження хибне».
- Парадокс Ґреллінґа — Нельсона: Чи є слово «гетерологічний», що означає «Непридатний до самого себе», гетерологічним словом? (Близький до Парадокса Рассела.)
- Парадокс Гегеля: «Історія вчить людину тому, що людина нічому не вчиться з історії».
- Y-комбінатор в лямбда-численні та комбінаторній логіці був названий парадоксальним комбінатором оскільки він пов'язаний з самовідносністю.
- Парадокс Петронія: «Обмежуйте себе у всіх речах, навіть в обмеженні».
- Парадокс Квіна[en]: «… тягне за собою хибність, бувши доданим до власного цитування» тягне за собою хибність, бувши доданим до власного цитування.
- «Парадокс Еватла» (софізм Еватла) : Протагор взяв учня Еватла за умови, що той йому заплатить, коли виграє першу справу. Трапилося так, що Протагор подав позов на Еватла за те, що той йому довго не платить. Чи повинен Еватл заплатити, якщо він виграє цю справу?
- Парадокс Рассела: чи містить множина всіх множин, які не містять себе, саму себе? Рассел популяризував його у формі «Парадокса цирульника»: «Цирульник голить лише тих людей, які не голять себе самі. Чи голить він себе?»
- Парадокс Рішара[en]: якщо зіставити всі властивості чисел з числами, то можна визначити таку властивість, якій не відповідатиме жодне число.
- Парадокс всемогутності: чи може всемогутня істота створити камінь, який вона сама не зможе підняти?

### Парадокси визначень
- Корабель Тесея: якщо кожний елемент корабля замінили хоча б один раз, чи можна вважати цей корабель тим самим кораблем?
- Парадокс купи. В який момент купа перестане бути купою, якщо віднімати від неї по одній піщині?
- Парадокс лисого[ru]: якщо волосся з голови випадає по одній волосині, з якого моменту людина стає лисою?
- Парадокс цікавих чисел: найменше нецікаве натуральне число є цікавим саме по собі завдяки цьому факту, але тоді воно не належить до нецікавих.

## Математичні та статистичні
- Парадокси пропорційного представництва: деякі системи представництва можуть мати наслідки, що йдуть проти інтуїції:
  - Парадокс Алабами;
  - Парадокс нових штатів;
  - Парадокс населення.
- Парадокс голосування (Парадокс Ерроу): не можна поєднати всі вимоги до виборчої системи в одній системі.
- Закон Бенфорда: в багатьох списках чисел з довільних реальних джерел більшість чисел починаються з цифри 1.
- Парадокс ліфта: ліфти найчастіше ходять в одному напрямку — від середини будівлі вниз до підвалу та вгору до горища
- Парадокс очікування: чому іноді доводиться чекати на автобус довше, ніж потрібно. (пояснення дивіться в статті теорія відновлення)
- Гра в нетранзитивні кубики: існує набір з 3 гральних кубиків А, В і С таких, що найчастіше на А випадає більше число, ніж на В; на В частіше випадає більше число, ніж на С; на С частіше випадає більше число, ніж на А.
- Гра Пенні: нетранзитивний парадокс, різновид гри в нетранзитивні кубики.
- Парадокс Ліндлі: маленькі помилки в нульовій гіпотезі сильно зростають, якщо аналізуються великі масиви даних, приводячи до помилкових, але одночасно точних зі статистичної точки зору результатів.
- Парадокс недоношеності[en]: низька вага при народженні та куріння матері призводять до великої смертності. Діти курців мають нижчу вагу при народженні, однак низьковагові діти курців мають нижчу смертність, ніж інші низьковагові діти.
- Парадокс зниклого долара[en]: неправильна логіка призводить до того, що один долар «пропадає».
- Парадокс кореляції: цілком можливо зробити помилкові висновки з кореляції. Наприклад, міста з великою кількістю церков мають більше злочинів, оскільки обидва чинники випливають з більшого населення. Це називається удаваною кореляцією.
- Тріада негативних кореляцій в парадоксі голосування (Парадокс Кондорсе/Arrow 's paradox(англ.)): виборець 1 ранжирує трьох кандидатів в порядку А, В, С; виборець 2 — в порядку В, С, А; виборець 3 — в порядку С, А, В. Таким чином, будь-які дві третини виборців згодні між собою в порівняльній оцінці двох третин кандидатів.
- Феномен Вілла Роджерса[en]: математичне поняття середнього, визначене як середнє арифметичне або медіана (неважливо), призводить до парадоксального результату — наприклад, можна перемістити статтю з Вікіпедії в Вікіцитати так, щоб середня довжина статті збільшилася на обох сайтах!
- Парадокс маляра: нескінченну за площею фігуру можна зафарбувати обмеженою кількістю фарби.
- Парадокс Паррондо: можливо виграти, граючи за чергою в дві наперед програшні ігри.
- Парадокс ряду 1-1 + 1-… (Ряд Гранді): наявний нескінченний ряд 1-1 + 1-… Чому він дорівнює? Можна довести, що він дорівнює 0, 1 або 0,5.
- Як не парадоксально, але при достатньо природних визначеннях можна показати, що 1 + 2 + 3 + 4 +… =-1/12.

### Ймовірнісні
- Парадокс Берксона[en]: дві незалежних події стають умовно залежними за умови, що хоча б одна з них відбулася.
- Парадокс Бертрана: різні визначення випадкової величини, засновані на «здоровому глузді», дають різні результати.
- Парадокс днів народження: яка імовірність того, що у двох учнів з одного класу день народження збігається? Виявляється — більш ніж 50 %, якщо учнів більш ніж 23.

Загадка Монті Холла: в пошуках автомобіля гравець вибирає двері 1. Тоді ведучий відкриває треті двері, за якими розташована коза, і пропонує гравцеві змінити свій вибір на двері 2. Чи збільшуються шанси гравця при виборі дверей 2?

- Парадокс Бореля[en]: густина умовної ймовірності не інваріантна при перетвореннях координат.
- Стать другої дитини: якщо один з двох дітей у родині — хлопчик, яка ймовірність того, що друга дитина — дівчинка?
- Парадокс Монті Голла: неочевидний наслідок умовної ймовірності. Власне те саме, що і задача трьох в'язнів[en].
- Парадокс Сімпсона: основні інтереси підсуспільства можуть виявитися зовсім не основними для всього суспільства. Тому якщо два ряди даних відповідають одній певній гіпотезі, бувши об'єднаними, вони можуть відповідати протилежній гіпотезі.
- Задача сплячої красуні: ймовірнісна задача, яка може мати як відповідь 1/2 або 1/3 залежно від того, з якого боку розглядати питання.
- Задача трьох карток[en]: істинна ймовірність того, що зворотний бік випадково вибраної карти виявиться того ж кольору, що й верхній, суперечить інтуїтивній оцінці такої ймовірності деякими людьми.
- Парадокс двох конвертів: вам дають два однакових конверти і кажуть, що один з них містить вдвічі більше грошей, ніж інший. Ви повинні відкрити один з них, перевірити вміст, а потім, не відкриваючи іншого, вирішити, який з конвертів узяти.
- Парадокс парі(інші мови): в деяких ситуаціях вигідно сперечатися обом супротивникам, бо обидва мають більші шанси на перемогу, ніж на програш.
- Омана гравця — (помилковий висновок Монте-Карло) про те, що вигідно ставити на червоне, якщо чорне випало 10 разів підряд.
- Санкт-петербурзький парадокс: люди навряд чи будуть грати в цю гру, хоча математичне сподівання виграшу в ній нескінченно велике.
- Парадокс закономірності: побачивши явну закономірність у результатах серії випробувань (наприклад, випадання 10 000 разів підряд одного і того самого варіанта з двох можливих), ми будемо схильні вважати, що випробування не є випадковими. Однак поява будь іншій послідовності з 10 000 значень у випадкових випробуваннях є настільки ж малоймовірною подією.

### Пов'язані знескінченністю
- Парадокс Буралі-Форті: якби всі порядкові числа (в тому числі і трансфінітні) утворювали множину, тоді існувало б порядкове число менше ніж воно саме.
- Парадокс Галілея: хоча більшість чисел не є квадратами, всіх натуральних чисел не більше, ніж квадратів (якщо порівнювати ці множини за потужністю). (Див. також Діагональний метод Кантора)
- Парадокс Гільберта: якщо готель з нескінченною кількістю номерів повністю заповнений, у нього можна поселити ще відвідувачів, навіть нескінченне число.
- Парадокс Сколема[en]: зліченна кількість нескінченних моделей теорії множин містить незліченні множини.
- Багато нескінченних задач[en] призводять до парадоксів, наприклад, задача про апельсини[en].
- Безліч початкових відрізків зліченної лінійно впорядкованої множини може бути незліченним. Приклад: множина початкових відрізків множини раціональних чисел {\displaystyle \mathbb {Q} }.

### Геометричні або топологічні

Парадокс Банаха — Тарського: Кулю можна розкласти на кілька частин, з яких потім можна скласти дві точно таких самих кулі.

- Парадокс Банаха — Тарського: можна розрізати кулю на 5 частин, скласти їх по-іншому і вийде дві кулі такого самого радіуса, як у початкової.
- Квадратура круга Тарського: круг і квадрат рівної площі рівноскладені при кінцевому розбитті.
- Ріг Гавриїла або «труба Торрічеллі»: просте тіло, що має кінцевий об'єм, але нескінченну площу поверхні. Множина Мандельброта та різні інші фрактали мають кінцеву площу, але нескінченний периметр. Більш того на межі множини Мандельброта не існує двох різних точок, між якими відстань по периметру була б кінцевою, що можна зрозуміти так: якщо Ви підете вздовж межі цієї множини, Ви анітрохи не зрушите з однієї точки.
- Парадокс Хаусдорфа: існує зліченна підмножина C на сфері S така, що S \\ C можна розбити на дві копії самого себе.
- Парадокс узбережжя: периметр континенту не може бути коректно визначеним (не може бути зіставленим з конкретним числом)

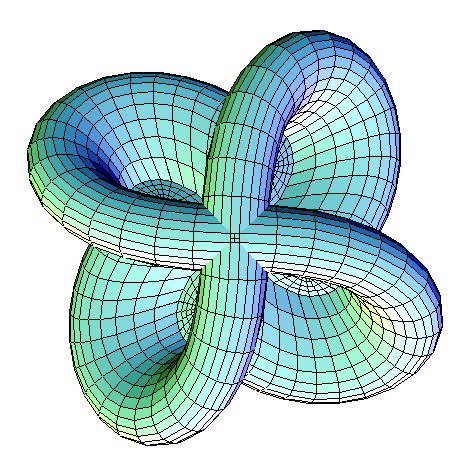
Парадокс Смейла стверджує, що можна вивернути (з самоперетинами, але без складок) сферу в тривимірному просторі. Одна з проміжних конфігурацій, Поверхні Моріна, представлена на малюнку.

Зникнення клітини

- Парадокс Смейла: сфера топологічно може бути вивернута навиворіт.
- Зникнення клітини: при різних варіанти складання одних і тих самих елементів в однакову фігуру. «Зникнення» елемента наочно демонструє, що площі одержуваних фігур різні. (При більш уважному розгляді, однак, можна помітити, що вихідна та кінцева фігури різні, цим і пояснюється різниця площ, тому цей парадокс належить до візуальних ілюзій.)

## Пов'язані з вибором
- Парадокс Абіліна: буває, що люди приймають рішення, засновані не на тому, що вони самі хочуть, але на тому, що вони думають, що інші хочуть. У результаті виходить, що кожний робить щось, що нікому насправді не потрібно.
- Буриданів осел: як можна зробити раціональний вибір між двома речами, що мають однакову цінність?
- Вилка Мортона: вибір з двох поганих альтернатив («вибір з двох зол»).
- Загадка Кавки про отруту[en]: чи може людина  мати намір  випити смертельну отруту, якщо наявність наміру — єдина річ, яка потрібна для отримання нагороди?
- Дилема в'язня: за деяких умов оптимальна стратегія поведінки кожного гравця, якщо кожний гравець виходить з егоїстичних міркувань, виявляється програшною для групи в цілому і для кожного гравця окремо.

## Хімічні
- SAR-парадокс: винятки з правила, що мала зміна в молекулі тягне за собою малу зміну в хімічній поведінці, часто дуже глибокі за змістом.[джерело?]
- Парадокс Левінталя: проміжок часу, за який поліпептидний ланцюжок приходить до свого скрученого стану, на колосальне число порядків менший, ніж він міг би бути, якби цей ланцюжок просто перебирав усі можливі конфігурації.

## Фізичні
Детальніші відомості з цієї теми ви можете знайти в статті Парадокси квантової механіки, Фізичні парадокси.

### Зтеорії відносностіта квантової механіки
- Парадокс Белла: чи розірветься струна, що з'єднує релятивістські об'єкти?
- Парадокс Ейнштейна — Подольського — Розена: чи можуть віддалені події впливати одна на одну (в квантовій механіці)?
- ГЗК-парадокс: спостережувані високоенергетичні космічні промені, схоже, порушують межу Грайзена-Зацепіна-Кузьміна, яка є наслідком СТВ.
- Парадокс драбини: Чи може драбина за рахунок релятивістського скорочення довжини поміститися в менший за розміром гараж?
- Кіт Шредінгера. Квантовий парадокс: кіт живий чи мертвий перед тим, як ми на нього подивимося? Пов'язаний з ним парадокс друга Вігнера.
- Парадокс близнят: коли близнюк-мандрівник повернувся, він став молодшим або старшим, ніж його брат, який залишався на Землі?
- Парадокс субмарини: сила Архімеда на релятивістський об'єкт (типу кулі (для рушниці)) змінюється при переході від системи відліку, в якій покоїться куля, до системи відліку, в якій покоїться рідина.
- Парадокс Еренфеста про кінематику абсолютно твердого диска, що обертається.
- Зникнення інформації в чорній дірі: чорна діра порушує загальновизнану наукову догму — що інформація не знищується.

### Пов'язані зподорожами в часі
- Часовий парадокс: ставить питання про походження об'єктів або інформації при подорожах у минуле.
- Парадокс убитого дідуся: ви переміщуєтеся в минуле та вбиваєте свого дідуся до того, як він познайомився з вашою бабусею. Через це ви не зможете з'явитися на світ і, отже, не зможете вбити свого дідуся.
- Парадокс приречення(інші мови): людина потрапляє в минуле, має статевий зв'язок зі своєю прабабусею та зачинає свого дідуся. У результаті виходить низка нащадків, включаючи батька цієї людини і його самого. Отже, якби він не подорожував в минуле, його б взагалі не існувало.

### Гідродинамічні
- Парадокс Даламбера[en]: ідеальна рідина не чинить опору кулі, яка рухається в ній.
- Парадокс Архімеда: величезний корабель може плавати в декількох літрах води.
- Парадокс Грея[en]: для руху твердого тіла, що за своєю формою і розмірами в точності збігається з тілом дельфіна, який пливе в морському середовищі зі швидкістю 20 вузлів (36 кілометрів на годину), необхідна потужність, яка дорівнює 2,6 кінських сил[1].
- Парадокс чайного листа: після перемішування чаю чаїнки збираються біля центру і дна чашки замість того, щоб спрямовуватися до її стінок під дією відцентрової сили.

### Термодинамічні
- Теплова смерть Всесвіту: 1850 року німецький фізик Р. Клаузіус «… Дійшов висновку, що в природі теплота переходить від теплого тіла до холодного… стан Всесвіту повинен все більше змінюватися в певному напрямку… Ці уявлення розвинув англійський фізик Вільям Томсон, згідно з яким всі фізичні процеси у Всесвіті супроводжуються перетворенням світлової енергії в теплоту». Отже, Всесвіт очікує «теплова смерть», тому нескінченне існування Всесвіту в часі неможливе.
- Парадокс теплообміну: дві однакові маси води мають різну температуру. Чи можна шляхом теплообміну нагріти більш холодну воду до вищої температури, ніж кінцева температура охолоджувальної води? Адже, як відомо, тепло може переходити лише від більш нагрітого тіла до більш холодного.
- Парадокс Гіббса: чи є в ідеальному газі Ентропія екстенсивною (аддитивною) змінною?
- Парадокс Лошмідта[en]: чому зростання ентропії є неминучим, хоча фізичні закони інваріантні щодо інверсії часу?
- Парадокс перемішування — щодо ентропії системи до і після перемішування.
- Парадокс Мпемби: гаряча вода (за деяких умов) може замерзнути швидше, ніж холодна. Хоча при цьому вона повинна пройти через температуру холодної води в процесі замерзання.
- Демон Максвелла: При змішуванні холодного з гарячим холодне стане холоднішим, а гаряче додатково нагріється.

### Космологічні парадокси
- Гравітаційний парадокс: у нескінченному Всесвіті з евклідовою геометрією і ненульовою середньою густиною речовини гравітаційний потенціал усюди набуває нескінченного значення.
- Парадокс Фермі: імовірність існування інших розумних істот у Всесвіті, крім людей, дуже висока, проте свідчень їхнього існування не знайдено.
- Фотометричний парадокс (Парадокс зоряного неба, парадокс Шезо — Ольберса): чому нічне небо чорне, хоча в ньому нескінченне число зірок?
- Парадокс слабкого молодого Сонця: Сонце в минулому світило слабше, але якщо це так, то Земля не отримувала достатньо тепла для підтримання життя.

### Інші

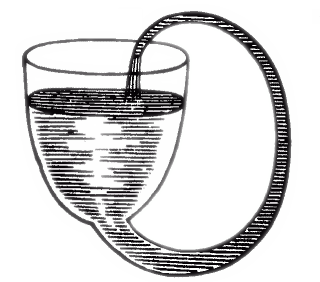
Один з «вічних двигунів»: чаша Роберта Бойля, що наповнює себе.

- Корпускулярно-хвильовий дуалізм — світло може розглядатися або як електромагнітна хвиля, швидкість розповсюдження в вакуумі якої постійна, або як потік фотонів — частинок, що володіють певною енергією, імпульсом, власним моментом імпульсу та нульовою масою.
- Парадокс Бреса: пристрій, що збільшує потужність мережі, може зменшити загальну продуктивність.
- Парадокс Керрола[en]: момент інерції палички повинен бути рівним нулю, але він не дорівнює.
- Парадокс Денні(інші мови): членистоногі які живуть на поверхні води, згідно з розрахунками, не можуть рухатися по поверхні, адже це суперечить природі.
- Парадокс інтернету: ймовірність існування потрібної інформації в Інтернеті зростає, а можливість її знайти зменшується.
- Апорія Зенона «Ахіллес і черепаха»: прудконогий Ахіллес ніколи не наздожене неквапливу черепаху, якщо на початку руху черепаха була попереду Ахіллеса, оскільки доки він переміститься в точку, де була черепаха, вона встигне просунутися хоч трохи вперед.
- Парадокс спостерігача пов'язаний із ситуацією, коли феномен, що піддається спостереженню, мимоволі підпадає під вплив через сам факт присутності спостерігача.

## Філософські
- Проблема курки та яйця: що було раніше — курка чи яйце? З одного боку, для появи курки необхідне яйце, з іншого — для появи яйця потрібна курка.
- Тотальна кара, або парадокс смертної кари: вбивство в деяких країнах карається стратою. Але виконуючи вирок, держава (тобто всі його жителі) стають вбивцями та повинні бути засуджені до смерті.
- Парадокс епікурейців, або Проблема зла: якщо всемогутній, всезнаючий і всеблагий Бог допускає існування зла, то Він не всемогутній, не всезнаючий і не всеблагий.
- Парадокс Ньюкома — парадокси всезнання[en]:
  - Чому можна виграти у суперника, який знає все?
- Парадокс свободи волі — всезнання[en] і свобода волі не можуть існувати одночасно.
- Парадокс ліберальності[en]: «мінімальна свобода» не є рівноважною згідно з Парето.
- Адитивність щастя[en]: що краще: велика група людей, яка живе стерпним життям, або невелика, що живе щасливо?
- Парадокс Мура[en]: «Йде дощ, але я не вірю в це».
- Парадокс нігілізму[en]: якщо правди не існує, то твердження «правди не існує» правдиве, що доводить його неправдивість.
- Парадокс всемогутності: чи може всемогутня істота створити камінь, який вона сама не зможе підняти?
- Достатньо близький до попереднього Парадокс непереборної сили[en]: що буде, якщо непереборна сила подіє на непорушний об'єкт? (Обидва ці парадокси, після деякого аналізу, можуть бути визнані парадоксами суперечливих посилань, або в життєвому сенсі посилки будуть уточнені як «непереборна раніше сила», впливаючи на «непорушний раніше об'єкт», дасть небачене раніше.)
- Стріла Зенона: стріла під час польоту в кожний момент часу займає певне положення в просторі. Коли ж вона переміщується з одного положення в інше?
- Дихотомія: «Ви ніколи не потрапите з точки А в точку Б, оскільки ви повинні будете пройти спершу половину шляху, потім половину того що залишився, і так нескінченне число разів».

## Економічні
- Парадокс Аллі: зміна можливого прибутку, розподіленого між декількома альтернативами, впливає на вибір людей між цими альтернативами, що суперечить теорії очікуваної користі.
- Парадокс Базермана[2].
- Парадокс ощадливості: якщо кожний буде економити гроші під час економічного спаду, то сукупний попит впаде і внаслідок цього зменшаться сумарні накопичення населення.
- Парадокс Бертрана — ситуація, коли два олігополісти, конкуруючи між собою та досягнувши рівноваги Неша, опиняються з нульовим прибутком.
- Парадокс викидання — теоретично можлива ситуація, в якій продавець отримує додатковий зиск, якщо перед початком продажу свого товару він викине або знищить його частину.
- Парадокс Гібсона[en]: чому процентні ставки і ціни скорельовані?
- Парадокс Коперника — Грешема: погані гроші витісняють хороші, якщо вони мають однакову ціну.
- Парадокс Гіффена: якщо ціни на хліб почнуть підвищуватися, люди стануть купувати його більше.
- Парадокс Джевонса: підвищення ефективності веде до ще більшого підвищення попиту.
- Парадокс Кондорсе — парадокс теорії суспільного вибору: правило простої більшості не в змозі забезпечити транзитивність бінарного відношення громадського переваги серед обираних варіантів. В силу нетранзитивності результат може залежати від порядку голосування, що дає можливість маніпуляції вибором більшості. Узагальнене теоремою «про неможливість» Ерроу 1951 року
- Парадокс Леонтьєва: деякі країни експортують трудозатратні товари, а імпортують капіталозатратні, що є контрприкладом до теореми Хекшера — Оліна.
- Парадокс продуктивності: продуктивність працівника зменшується, попри поліпшення в технологіях.
- Парадокс Тріффіна: для формування доларових резервів інших країн необхідно, щоб в США постійно спостерігався дефіцит платіжного балансу. Але дефіцит платіжного балансу підриває довіру до долара й знижує його цінність як резервного активу.
- Парадокс цінності (парадокс Адама Сміта): вода для людини набагато корисніша, ніж алмази, тоді чому ціна алмазів набагато вища ніж ціна води?
- Парадокс Еджворта: може не існувати рівноваги, якщо потужності виробництв обмежені.
- Парадокс Еллсберга: люди віддають перевагу відомому, хоча і більшому, ризику перед невідомим ризиком, що суперечить теорії очікуваної користі.

## Юридичні
- Парадокс неосудного договору: якщо існує процесуальне правило про те, що суддя, який розглядає справу, не повинен бути зацікавлений у результаті її розгляду, то справа, що має в собі договір, що містить таку умову: «Кожний суддя, який розглядатиме справу, в якій цей договір є доказом, в разі визнання його нікчемним має право отримати від кожної з його сторін по 1 копійці», не може бути розглянутою жодним суддею[3].

## Психофізіологічні
- Оптична ілюзія
- Ефект Шепарда[en]